# Cadillac Eldorado Fastback
Der Cadillac XP-840 Eldorado Fastback war ein Konzeptfahrzeug, das die Cadillac-Division von General Motors 1965 vorstellte.
Seit 1963 hatte das Cadillac-Design-Center an einem Konzeptfahrzeug konstruiert, das schließlich entfernt an den Chevrolet Corvette der 1960er- und 1970er-Jahre erinnerte. Der Sportwagen besaß eine enorm lange, konturierte Motorhaube, die vorne bis zur Gürtellinie heruntergezogen war. Unter der Gürtellinie befanden sich die Hauptscheinwerfer. Die flach stehende Windschutzscheibe besaß V-Form und griff um die Seiten herum bis zu den B-Säulen. Typisch für das Design dieser Zeit war der Hüftknick über den hinteren Radausschnitten. Das Fließheck hatte kein Rückfenster, dafür aber einen Schlitz in der Mitte, in den eine Rückfahrkamera eingesetzt werden konnte, die den Innenspiegel ersetzte. Das Fahrzeug endete in einem zurückgesetzten, nach vorne geneigten Heckblech.
Das Konzeptfahrzeug, von dem vorher mehrere Modelle in unterschiedlichen Größen entstanden waren, hatte keinen Motor. Ausgelegt war es allerdings für die Aufnahme eines V16-Motors, der den Wagen, wäre es je zur Serienproduktion gekommen, zweifellos zum Supersportwagen gemacht hätte. Schließlich blieb Cadillac aber beim guten alten V8-Motor.